# Национални дан Кине
Национални дан Народне Републике Кине (кин: 中华人民共和国国庆节) је кинески дан државности, који се прославља 1. октобра, у част годишњице оснивања Народне Републике Кине на Тјенанмену 1949. године.

## Историја
Народна Република Кина је проглашена 1. октобра 1949. читањем прогласа од стране Мао Цедунга на тргу Тјенанмен. Овај дан је званично проглашен Националним даном Кине 2. децембра 1949, од стране Народне политичке консултативне конференције Кине, која је у то време вршила функцију уставотворне скупштине.
Од 1949. до 1959. велика војна парада је организована сваке године поводом Националног дана. Следећа парада је поново организована 1984, а од 1999. параде се организују на сваких десет година.
Од 1999. Национални дан је постао "Златна недеља", и читава седмица је нерадна. Нерадна седмица се традиционално користи за туристичка путовања или посету рођака и пријатеља. Према проценама из 2020. године, током Златне недеље је око 637 милиона Кинеза отишло на путовање.

### Србија
Прослава Националног дана Кине је 2019. у Србији обележена свечаном академијом у Сава центру, а прослави су присуствовали највиши државни званичници Србије. Том приликом је одржан мешовит концерт кинеског оркестра и српског Народног ансамбла "Коло".

## Прослава
Прослава овог празника традиционално започиње подизањем кинеске заставе, након чега следи војна парада. Кинески званичници приређују свечани ручак, а увече се организује ватромет. У градовима широм Кине се постављају цветни аранжмани, док се на зградама поставља светлосна декорација.

## Галерија
- Национални дан 1950.
- Национални дан 1950.
- Мао Цедунг и Љу Шаоћи машу маси на Национални дан 1950.
- 10. годишњица Народне Републике Кине 1959. године
- 15. годишњица Националног дана Народне Републике Кине 1964. године
- Мао Цедунг и Љу Шаоћи на 15. годишњицу Националног дана Народне Републике Кине 1964.
- Мао Цедунг, Лин Бјао и Џоу Енлај проматрају параду током Националног дана 1966.
- 50. годишњица Народне Републике Кине 1999. године
- Прослава Националног дана 2004. на Тргу Тјенанмен у Пекингу
- Трг Тјенанмен, Национални дан 2006. На плакату пише „Срдачно прославимо 57. годишњицу оснивања Народне Републике Кине“. Портрет је Сун Јат-сенов.[10]
- Прослава Националног дана 2008. у Макау
- Прослава Националног дана 2012. у Хонгконгу
- КЈ-2000 и акробатски Ј-10 на прослави 70. Националног дана 2019.